# Jonathan Benninghaus
Jonathan Benninghaus (bis 2017 Jonathan Eisenkrätzer, * 2. Juni 1990 in Bad Segeberg) ist ein deutscher Handballspieler.
Jonathan Benninghaus kommt als Perspektivspieler aus dem Gummersbacher Handballinternat. Zunächst spielte er für die A-Jugend des VfL Gummersbach und später auch für die zweite Mannschaft. Davor spielte Benninghaus bis zur B-Jugend bei der JSG Obernburg/Erlenbach. Im November 2008 erhielt Benninghaus einen Profivertrag vom VfL Gummersbach. Im Sommer 2012 wechselte er zum Ligarivalen TV Großwallstadt. Dort wurde sein zum Ende der Saison 2012/13 auslaufender Vertrag nicht verlängert. Zur Saison 2013/2014 unterschrieb Jonathan Benninghaus einen Vertrag beim Drittligisten TSV Bayer Dormagen. Mit Dormagen stieg er 2014 in die 2. Bundesliga auf. Mite November 2017 wurde verkündet, dass der zum Ende der Saison 2017/2018 auslaufende Vertrag nicht verlängert werde. Weiterhin wurde eine Freigabe erteilt, sollte ein vorzeitiger Wechsel stattfinden. Am 30. November 2017 unterzeichnete Benninghaus einen Vertrag bis Ende der Saison 2017/2018 beim Oberligisten HSG Refrath/Hand.
Benninghaus war Mitglied der deutschen Junioren-Nationalmannschaft.

## Erfolge
- EHF-Pokalsieger 2009
- Europapokalsieger der Pokalsieger 2010, 2011